# Phragmatobia juncta
Phragmatobia juncta là một loài bướm đêm thuộc phân họ Arctiinae, họ Erebidae.